# Delcídio do Amaral
Delcídio do Amaral Gómez GOMM • GOMD (Corumbá, 8 de fevereiro de 1955) é um engenheiro eletricista e político brasileiro filiado ao Partido Renovação Democrática (PRD). Foi ministro de Minas e Energia do Brasil durante o governo Itamar Franco. Pelo Mato Grosso do Sul, foi senador por dois mandatos e secretário de Infraestrutura durante o governo Zeca do PT.
Líder no senado pelo Partido dos Trabalhadores (PT), foi também filiado ao Partido Trabalhista Cristão (PTC). Em agosto de 2019, filiou-se ao Partido Trabalhista Brasileiro (PTB). Engenheiro eletricista, participou da construção e montagem da Usina Hidrelétrica de Tucuruí, no Pará. Foi ministro de Minas e Energia no governo Itamar Franco e diretor da Petrobras no governo Fernando Henrique Cardoso.
Foi preso em flagrante em 25 de novembro de 2015, no contexto da crise política no país, por tentar obstruir as investigações da Operação Lava Jato ao tentar impedir uma delação premiada do ex-executivo da Petrobras, Nestor Cerveró, e em 21 de julho de 2016, foi denunciado pelo Ministério Público Federal em Brasília por obstrução à justiça na Lava Jato. Em 28 de julho de 2016, o MPF pediu novamente a prisão de Delcídio por descumprir as regras impostas pelo Supremo Tribunal Federal.
Em maio de 2016, teve o mandato de Senador cassado por 74 votos a favor, uma abstenção, nenhum voto contrário, tornando-o inelegível por 11 anos. Em 12 de julho de 2018, foi absolvido, pela Justiça Federal, e registrou sua candidatura a uma vaga no Senado Federal pelo Mato Grosso do Sul em 17 de setembro de 2018. No entanto, em 7 de outubro, não obteve os votos necessários para se eleger.

## Carreira
Depois de viver dois anos na Europa, trabalhando para a Royal Dutch Shell, Delcídio Amaral voltou ao Brasil. Foi diretor da Eletrobras CGT Eletrosul em 1991, responsável pelo planejamento energético da região sul.
Em março de 1994 ocupou a secretaria executiva do Ministério de Minas e Energia, onde permaneceu até setembro. No final do governo Itamar Franco foi ministro de Minas e Energia, de setembro de 1994 a janeiro de 1995.
No governo Fernando Henrique Cardoso, foi diretor de Gás e Energia da Petrobras, entre 2000 e 2001, quando trabalhou com Nestor Cerveró e Paulo Roberto Costa, dois dos delatores da Operação Lava Jato.
Algumas fontes afirmam que foi filiado ao PSDB, entre 1998 e 2001. Outras afirmam que ele teria assinado a ficha de filiação ao partido mas esta nunca teria sido homologada. Em 2001 ele se aproximou do PT e se tornou secretário de infra-estrutura do então governador do Mato Grosso do Sul, Zeca do PT e, na sequência, apoiado por este, elegeu-se ao Senado em 2002, pelo PT. Em 2004, foi condecorado pelo presidente Luiz Inácio Lula da Silva com uma admissão à Ordem do Mérito Militar, já no grau de Grande-Oficial especial.
Em 2005 ganhou projeção nacional ao presidir a CPMI dos Correios, que apurou o mensalão. Em novembro do mesmo ano, foi novamente condecorado por Lula, dessa vez com a admissão à Ordem do Mérito da Defesa no grau de Grande-Oficial suplementar. Disputou o governo de Mato Grosso do Sul em 2006, mas foi derrotado já no primeiro turno por André Puccinelli.
No mês de agosto do ano de 2009, o senador Delcídio Amaral votou pelo arquivamento das ações contra o ex-presidente José Sarney, numa reunião do Conselho de Ética, sendo esta uma determinação de seu partido, o PT.
Em 2014 lançou-se a candidato ao governo de Mato Grosso do Sul pela segunda vez. Acabou derrotado em segundo turno, por Reinaldo Azambuja.
Em abril de 2015, foi escolhido pela presidente Dilma Rousseff como líder do governo no Senado e no Congresso Nacional.
Em 17 de dezembro de 2015, no Conselho de Ética e Decoro Parlamentar do Senado, foi aberto um processo que pede a perda do mandato de Delcídio, preso na Operação Lava Jato.
Em 15 de março de 2016, após a homologação de sua delação premiada, se desfiliou do Partido dos Trabalhadores (PT).
Em 5 de abril de 2018, se filiou ao Partido Trabalhista Cristão (PTC) de Corumbá.
Em agosto de 2019, filiou-se ao Partido Trabalhista Brasileiro (PTB) de Roberto Jefferson, anunciando publicamente sua volta à política nas eleições de 2022.

## Prisão
Delcídio do Amaral foi preso pela Polícia Federal (PF) em 25 de novembro de 2015, por tentar dificultar a delação premiada de Nestor Cerveró, ex-executivo da Petrobras, sobre uma suposta participação do senador em irregularidades na compra da Refinaria de Pasadena, no estado do Texas, nos Estados Unidos. Segundo investigadores, Delcídio chegou até a oferecer fuga a Cerveró, para que este não fizesse a delação premiada, o que, para as autoridades, constituiu-se em tentativa de obstruir a Justiça. A prova dessa tentativa é uma gravação, feita pelo filho de Cerveró, que mostra o intento do senador de atrapalhar as investigações e oferecer fuga ao ex-executivo para que este não fizesse a delação. Além de Delcídio do Amaral e do  seu chefe de gabinete, também foram presos o banqueiro André Esteves, então diretor executivo do BTG Pactual, e o advogado Edson Ribeiro, que atuou na defesa de Nestor Cerveró.
Após a prisão de Delcídio, o ministro do Supremo Tribunal Federal (STF), Teori Zavascki, leu, em sessão do tribunal, as alegações da Procuradoria-Geral da República (PGR). No pedido de prisão, a Procuradoria afirmava que Delcídio chegou a oferecer R$ 50 mil mensais para que Cerveró não citasse o senador na delação premiada. Segundo relato de Nestor Cerveró aos procuradores, Delcídio do Amaral recebeu suborno de US$ 10 milhões da multinacional Alstom (ver Escândalo do caso Alstom) quando era Diretor de Óleo e Gás da Petrobras, entre 1999 e 2001, durante o governo de Fernando Henrique Cardoso. Nessa época, Cerveró era um de seus gerentes.
No dia 19 de fevereiro de 2016, o ministro do STF Teori Zavascki mandou Delcídio ser solto, revogando sua prisão preventiva. A decisão do ministro impõe restrições ao senador, que terá de ficar em casa no período noturno e nos dias de folga. Também não pode deixar o país e tem que se apresentar à Justiça a cada quinze dias. Nesse mesmo dia, o senador deixou a prisão, após negociar um acordo de delação premiada com a PGR. Nesse acordo, revelações importantes foram feitas no contexto da Operação Lava Jato.
Em 1º de setembro de 2017, o procurador Ivan Cláudio Marx afirmou que Delcidio mentiu em seu acordo de colaboração. Se o pedido do procurador for aceito, em caso de condenação, o ex-senador poderá ter de cumprir integralmente as penas pelos crimes de obstrução de justiça e patrocínio infiel, e ficará sujeito a responder por falsa imputação de crime.
Em 28 de julho de 2016, o MPF pediu novamente a prisão de Delcídio que foi solto em fevereiro pelo STF sob a condição de cumprir uma espécie de prisão domiciliar e, de 15 em 15 dias, comparecer em juízo, mas descumpriu estas condições do Supremo.

### Delação

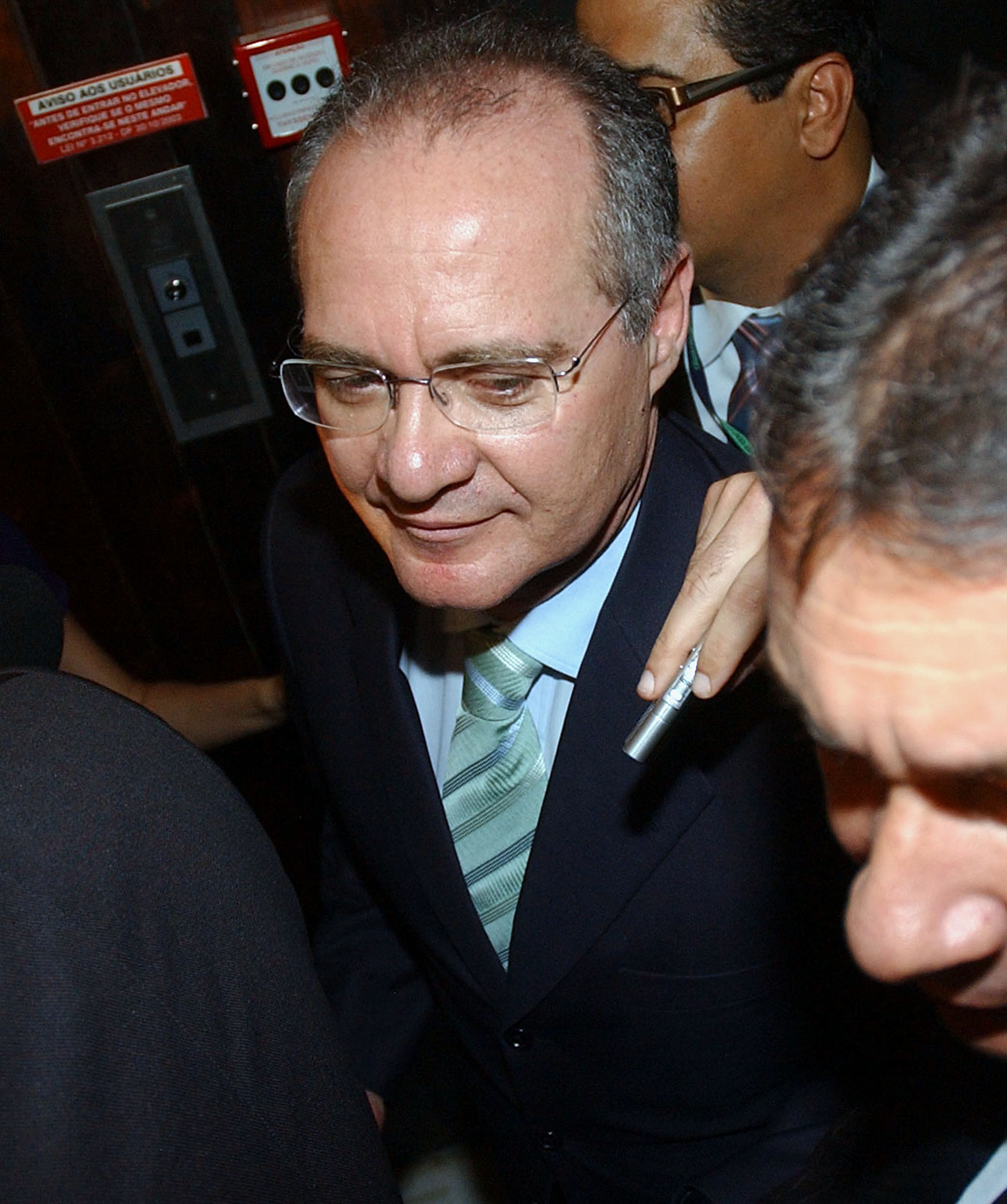
O presidente do Senado, Renan Calheiros, foi um dos nomes citados na delação premiada de Delcídio.

No dia 3 de março de 2016 foi noticiado pela imprensa que o senador havia acertado um acordo de delação premiada, na qual denuncia sobretudo interferências nas investigações da Operação Lava Jato com nomeações de ministros para os tribunais superiores favoráveis às defesas dos acusados pela presidente Dilma Rousseff, além de denúncias envolvendo o ex-presidente Lula. No mesmo dia, o senador e seu advogado divulgaram nota oficial em razão do acordo de confidencialidade onde afirmam que: "À partida, nem o Senador Delcídio, nem a sua defesa confirmam o conteúdo da matéria assinada pela jornalista Débora Bergamasco. Não conhecemos a origem, tampouco reconhecemos a autenticidade dos documentos que vão acostados ao texto. Esclarecemos que em momento algum, nem antes, nem depois da matéria, fomos contatados pela referida jornalista para nos manifestarmos sobre fidedignidade dos fatos relatados."
Em 15 de março de 2016, a delação premiada de Delcídio do Amaral foi homologada pelo ministro Teori Zavascki do Supremo Tribunal Federal (STF). Na peça, Delcídio acusou os ex-ministros Antonio Palocci, Erenice Guerra, e Silas Rondeau, de envolvimento num esquema de R$ 45 milhões. Delcídio ainda implicou o presidente da Câmara, Eduardo Cunha, e o empresário André Esteves. “O presidente da Câmara funcionava como garoto de recados de André Esteves, principalmente quando o assunto se relacionava a interesses do Banco BTG”, disse o senador. Ainda entre os nomes citados por Delcídio estão o do ex-presidente Lula; o da então presidente Dilma Rousseff; e os dos senadores Aécio Neves (PSDB), Edison Lobão (PMDB), Eunício Oliveira (PMDB), Gleisi Hoffmann (PT), Humberto Costa (PT), Jader Barbalho (PMDB), Romero Jucá (PMDB), Valdir Raupp (PMDB) e o do presidente da Casa, Renan Calheiros (PMDB). Em 10 de maio de 2016, Delcídio teve o mandato cassado pelo Senado Federal.
Na delação, o ex-líder do governo no Senado citou várias vezes o ex-presidente Lula. Disse que fora procurado por Lula na época da prisão de Paulo Roberto Costa, logo no início da Lava Jato. Delcídio concordara que era preciso acompanhar o caso de perto porque o ex-diretor da Petrobras sabia de muita coisa. Mas nada foi feito para barrar a operação. "Na verdade, o governo subestimou aquela situação do Paulo Roberto. Deixou as coisas andarem". Segundo Delcídio, no final de 2014, quando os primeiros grandes empresários foram presos, Lula tentou convencer o governo a criar um "gabinete de crise" para acompanhar a operação, mas Dilma não comprou a ideia. "Ele tinha noção, como eu também, de que esse troço iria explodir. Quando veio a sétima fase, ele insistiu mais. Mas ela botou na cabeça que não tinha nada a ver com isso e que o legado que iria deixar era ter combatido a corrupção", contou o senador. Delcídio revelou ainda que o ex-presidente o procurou em maio de 2015 e pediu que ajudasse a proteger seu amigo José Carlos Bumlai e a impedir a delação do ex-diretor Nestor Cerveró. O senador afirmou que Lula sabia de tudo, comandava o esquema. Contou que participara de uma reunião em São Paulo com Lula e os senadores Renan Calheiros e Edison Lobão para tratar da crise política provocada pela Lava Jato. Lula negou essas alegações e acusou Delcídio de mentir.
Em sua delação, o ex-líder do governo no Senado falou também que a presidente Dilma nomeara o ministro Marcelo Navarro Ribeiro Dantas para o Superior Tribunal de Justiça visando interferir nos rumos da Lava Jato e revelou que ela se reunira com o presidente do Supremo, Ricardo Lewandowski, com o mesmo objetivo. Contou também que os empreiteiros de Belo Monte pagaram propina para financiar campanhas eleitorais de Dilma em 2010 e 2014. Em seus depoimentos, Delcídio acusou o vice-presidente Michel Temer de ser ligado a um dos operadores presos, João Augusto Henriques, e ao ex-diretor da Petrobras Jorge Zelada. Também implicou o senador Aécio Neves num esquema de recebimento de propinas em Furmas e disse que os dados fornecidos pelo extinto Banco Rural á CPI dos Correios - que fora presidida por Delcídio - atingiram o senador Aécio Neves se não tivessem sido "maquiados" pela instituição financeira.
Delcídio disse, em depoimento, que, quando à  CPI dos Correios autorizou a quebra de sigilo de pessoas e empresas, inclusive do Banco Rural, Aécio enviou emissários à comissão para que o prazo de entrega das quebras de sigilo fosse "delongado", sob a justificativa de que não haveria tempo hábil para preparar as respostas. O ex-líder do governo relatou que, ao receber o material, percebeu "com surpresa" que "o tempo fora utilizado para maquiar os dados que receberá do Banco Rural" e que "atingiram em cheio as pessoas de Aécio Neves e Clésio Andrade, governador e vice-governador de Minas Gerais". Os dois negaram tudo. Em nota, a assessoria de Aécio disse que ele "nunca manteve qualquer relação com o Banco Rural" e que o senador "jamais tratou com o delator Delcídio de nenhum assunto referente à CPMI dos Correios" nem pediu a ninguém que fizesse isso. A delação de Delcídio tornou o clima político ainda mais incandescente.
No dia 1º de setembro de 2017, o Ministério Público Federal (MPF) pediu a absolvição do ex-presidente Lula e do banqueiro André Esteves no caso de compra de silêncio do ex-diretor de Internacional da Petrobras, Nestor Cerveró. O procurador Ivan Marx alega que o delator mentiu e pediu, ainda, anulação da delação e condenação de Delcídio.

### Cassação

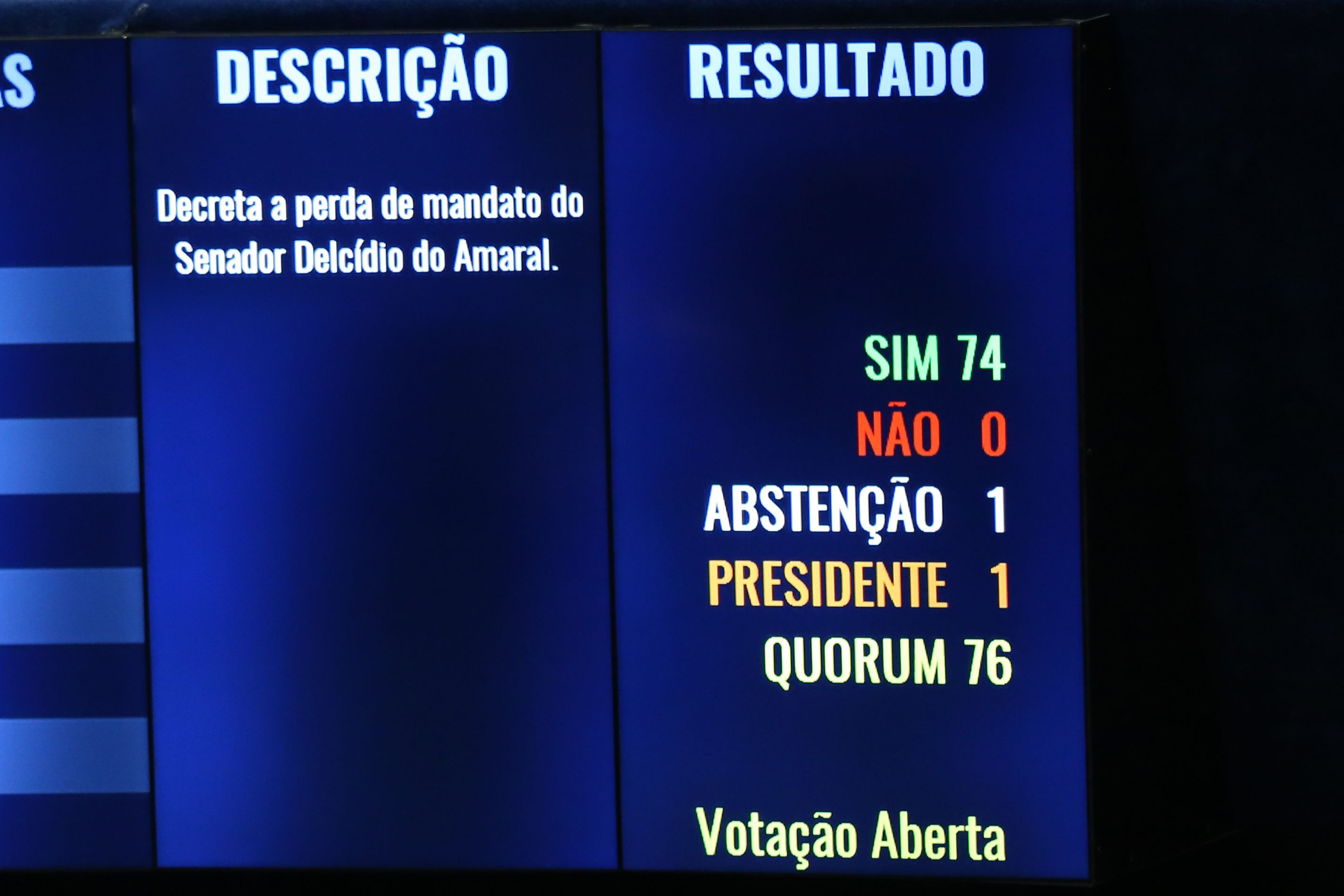
Painel eletrônico do Senado durante votação de cassação do mandato de Delcídio do Amaral.

No dia 10 de maio de 2016 o Senado Federal cassou o mandato do senador por 74 votos a favor, 1 abstenção, nenhum voto contrário e cinco faltas. Delcídio fica inelegível por 11 anos.
Em sua vaga assumiu seu primeiro suplente Pedro Chaves dos Santos (PSC).
O processo foi aberto oficialmente no dia 16 de março de 2016, quando os senadores aprovaram por unanimidade o parecer do relator Telmário Mota (PDT-RR), que alegou quebra de decoro parlamentar. O processo então passou a tramitar na Comissão de Ética do Senado Federal.
O senador foi preso pela PF em novembro de 2015 por suspeita de tentar obstruir as investigações da Operação Lava Jato. Numa gravação, ele ofereceu R$ 50 mil mensais para família de Nestor Cerveró na tentativa de convencer o ex-diretor da área internacional da Petrobras a não selar um acordo de delação premiada com o MPF, e também sugeriu uma rota de fuga do país ao ex-executivo. Cerveró fechou acordo de delação premiada no qual apontou irregularidades e envolvimento de Delcídio em atos de corrupção ligados a contratos de navios-sonda e à compra da refinaria de Pasadena.
O filho de Cerveró, Bernardo, gravou uma reunião no qual o plano foi discutido. A partir daí, Delcídio e o advogado de Cerveró, Edson Ribeiro, travam um diálogo que foi entendido pela PGR como um plano para pressionar ministros do STF por decisões favoráveis aos réus da Lava Jato.

#### Tramitação do processo

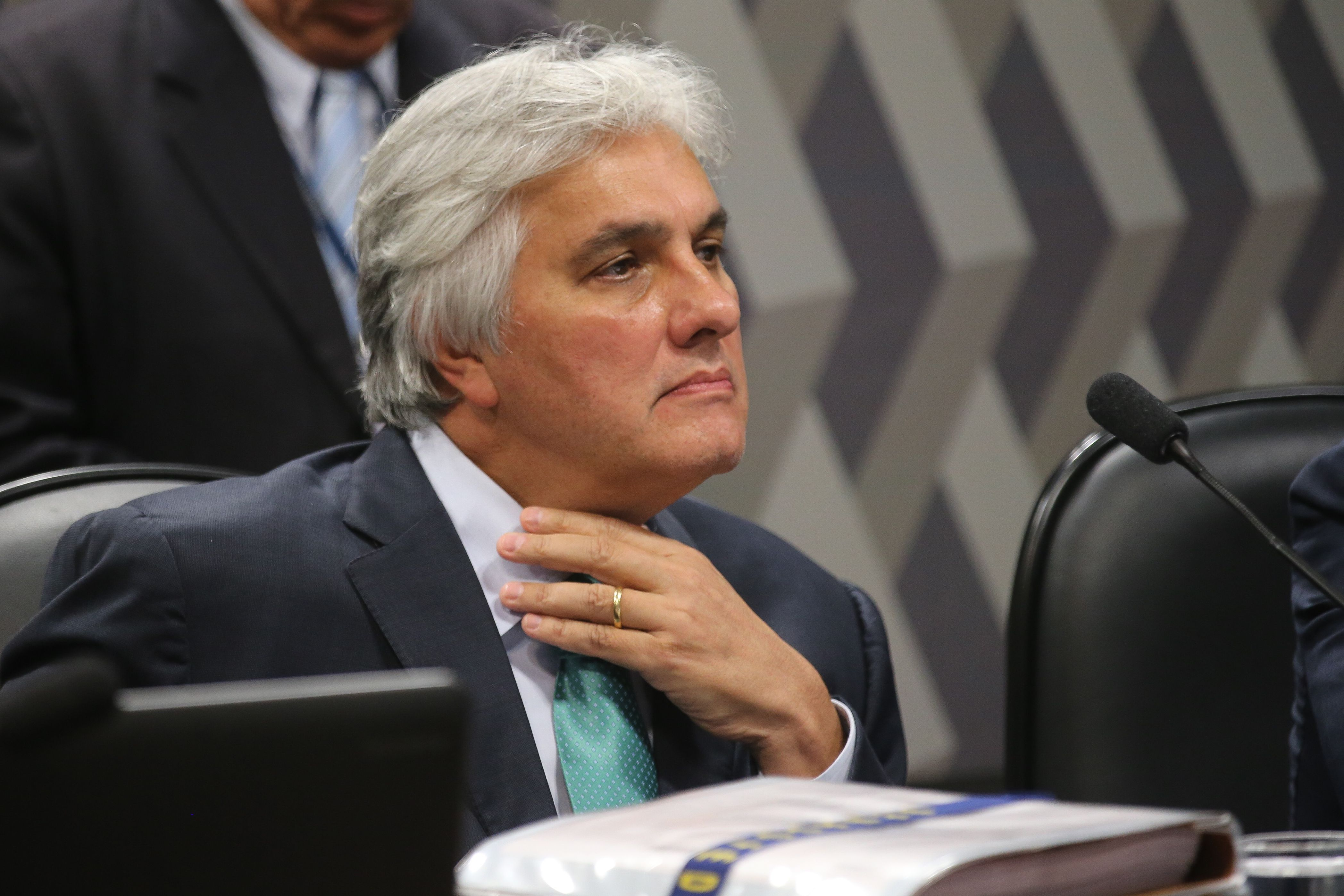
Delcídio do Amaral em reunião do Conselho de Ética do Senado, em 9 de maio de 2016.

Em 1º de dezembro de 2015, a Rede Sustentabilidade (Rede) e o Partido Popular Socialista (PPS) protocoloram no Conselho de Ética do Senado uma representação pedindo a cassação do mandato do senador por quebra de decoro parlamentar.
Depois de o Conselho de Ética do Senado recomendar a cassação do mandato de Delcídio, o relator do processo na Comissão de Constituição e Justiça (CCJ) da Casa, senador Ricardo Ferraço (PSDB-ES), apresentou no dia 4 de maio de 2016 um parecer que garantiu que o procedimento estava de acordo com as leis.
A apreciação pela Comissão de Constituição e Justiça (CCJ), marcada para o dia 9 de abril de 2016, foi adiada para 5 de maio de 2016. O motivo disto foi para dar mais um prazo para a defesa do senador e evitar questionamentos.
Em 10 de maio de 2016, o senador Delcídio do Amaral teve seu mandato cassado pelo plenário do Senado Federal. A punição foi aprovada por 74 dos 81 senadores após o Conselho recomendar a cassação. Desta forma, Delcídio ficou inelegível durante onze anos.
Além dos senadores que votaram a favor da cassação, houve uma abstenção e o presidente do Senado, Renan Calheiros, não votou. O processo só ocorreu neste dia pois Calheiros ameaçou adiar a votação do processo de impeachment da presidente Dilma Rouseff.
Depois de Luiz Estêvão e Demóstenes Torres, informou a Secretaria Geral do Senado, Delcídio do Amaral se tornou o terceiro parlamentar da história da Casa a ter seu mandato cassado.

#### Eventos relacionados
Na terça-feira, 3 de maio de 2016, baseado na delação de Delcídio, o procurador-geral da República, Rodrigo Janot, solicitou ao STF autorização para abertura de inquérito para investigar a presidente Dilma Rousseff, o ex-presidente Luiz Inácio Lula da Silva e o advogado-geral da União, ministro José Eduardo Cardozo, por obstrução à Justiça, na tentativa de atrapalhar as investigações da Operação Lava Jato.